# Кэшман, Нелли
Эллен (Нелли) Кэшман (англ. Ellen "Nellie" Cashman, 25 августа 1845, Ков, Великобритания — 4 января 1925, Виктория) — ирландская медсестра, ресторатор, бизнес-леди и филантроп в Аризоне, Аляске, Британской Колумбии и Юконе.
Кэшман привела отряд спасения горняков к золотому руднику Кассиар-Кантри в горах Кассиар в Британской Колумбии, за что получила прозвище «Ангел Кассиара». В Тумстоне, штат Аризона, Кэшман собрала деньги на строительство католической Церкви Святейшего Сердца Иисуса и проводила благотворительную работу с сёстрами Святого Иосифа. Она поехала на Юкон во время Клондайкской золотой лихорадки для поиска золота, проработав там до 1905 года. На национальном уровне она стала известна как женщина-пограничница, а Associated Press освещало её более позднюю поездку.
В 2006 году Кэшман была введена в Зал славы горнодобывающей промышленности Аляски.

## Биография
Эллен «Нелли» Кэшман родилась в Мидлтоне графства Корк в середине 1840-х годов. Некоторые источники указывают 1844 год в качестве года её рождения, в то время как некоторые другие исследования показывают, что она была крещена как Эллен Кэшман 15 октября 1845 года. Её семья жила на Free School Lane (теперь известной как Mc Donaghs Lane). Кэшман была привезена в Соединённые Штаты примерно в 1850 году её матерью вместе со своей сестрой Фрэнсис (известной как Фанни); сначала они поселились в Бостоне .
В подростковом возрасте Кэшман работала посыльной в бостонском отеле. В 1865 году она и её семья переехали в Сан-Франциско, штат Калифорния.

## Британская Колумбия
Кэшман покинула свой семейный дом в 1874 году и уехала в Кассиар-Кантри в Британской Колумбии. Она основала пансионат для шахтеров в Телеграф-Крике, прося пожертвования для сестёр Святой Анны в обмен на услуги, доступные в её пансионате. Кэшман ехала в Викторию, чтобы доставить 500 долларов сестрам Святой Анны, когда она услышала, что метель обрушилась на горы Кассиар, заблокировав и ранив 26 шахтёров, которые к тому же страдали цингой. Она возглавила поисковую группу из шести человек и собрала еду и лекарства, чтобы отнести их застрявшим шахтёрам. Условия в горах Кассиар были настолько опасными, что канадская армия посоветовала не предпринимать попытки спасения. Узнав об экспедиции Кэшман, командир послал свои войска, чтобы найти её группу и доставить их в безопасное место. Армейский отряд в конце концов нашёл лагерь Кэшман на замёрзшей поверхности реки Стикин. После 77 дней суровой погоды Кэшман и её группа обнаружили больных людей, которых было гораздо больше 26. Некоторые исторические свидетельства приписывают Кэшман спасение жизней 75 человек. Она ввела диету, содержащую витамин С, чтобы вернуть мужчинам здоровье. Впоследствии она была известна в этом регионе как «Ангел Кассиара».

## Аризона

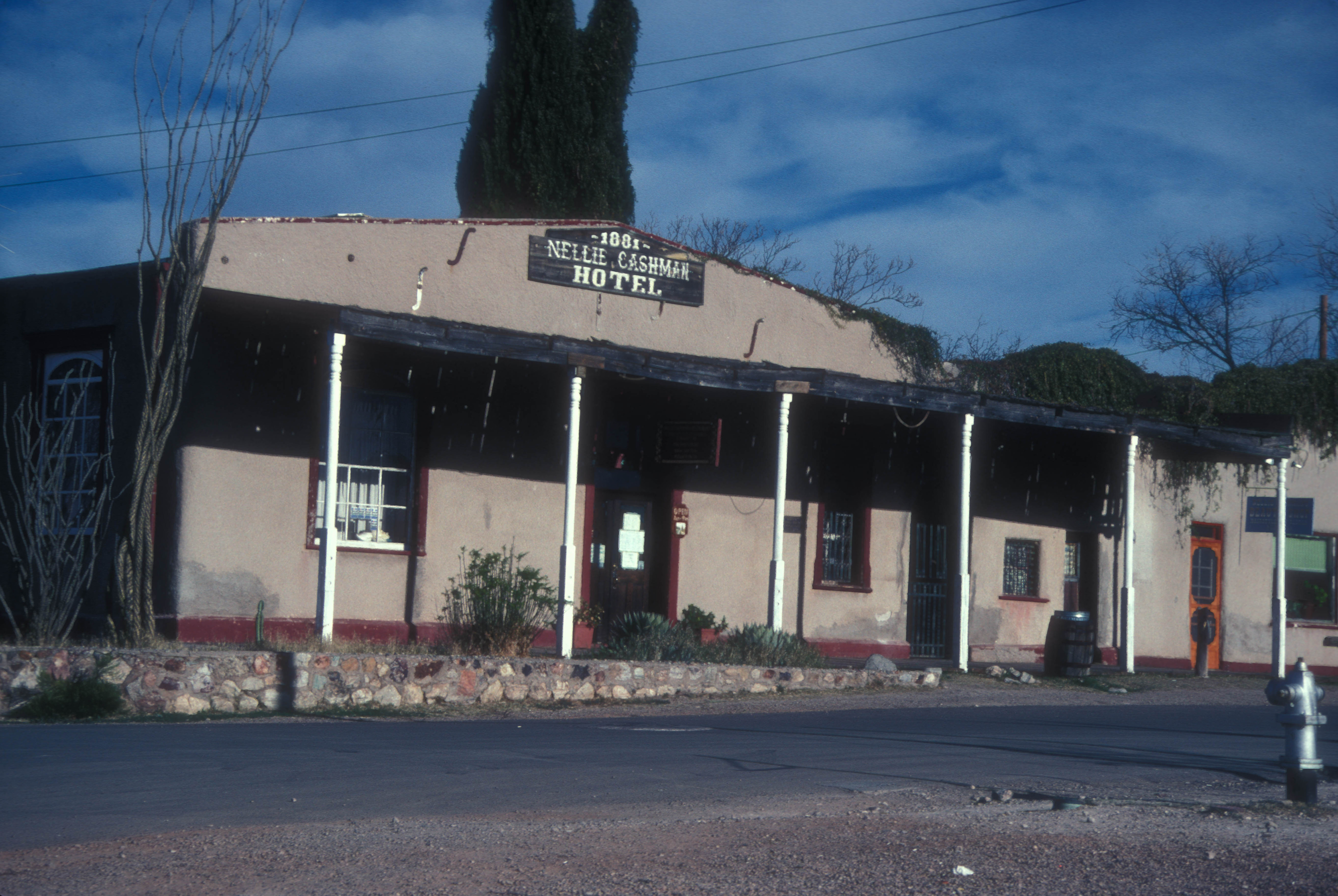
Отель «Nellie Cashman's» в Тумстоне

Около 1880 года Кэшман переехала в Тумстон, штат Аризона. Она собрала деньги на строительство католической церкви Святейшего Сердца Иисуса и посвятила себя благотворительной деятельности с сёстрами Святого Иосифа. Она устроилась медсестрой в больницу округа Кочис, но также открыла ещё один ресторан и пансионат.
Её сестра Фанни Каннингем овдовела в 1881 году. Кэшман организовала переезд Фанни и её пятерых детей в соседний Тусон, штат Аризона. Фанни умерла в 1884 году от туберкулёза, оставив своих детей на попечении Кэшман.
В декабре 1883 года бандиты устроили резню Бисби в Тумстоне, убив четырёх невинных прохожих и ранив двух других в ходе ограбления. Пятеро мужчин были осуждены и приговорены к смертной казни через повешение 28 марта 1884 года. Повешение прошло по расписанию, но не публично. Когда Кэшман узнала, что медицинская школа планирует эксгумировать тела осужденных для изучения, она наняла двух старателей, которые будут охранять кладбище Бут-Хилл в течение 10 дней.
Кэшман и её партнер Джозеф Пашоли владели и управляли рестораном и отелем в Тумстоне, штат Аризона, под названием Russ House, ныне известный как The Nellie Cashman Restaurant.

## Юкон и Аляска
В 1898 году Кэшман уехала из Аризоны в Юкон в поисках золота, оставаясь там до 1905 года. Её поисковые предприятия привели её в Клондайк, Фэрбанкс и Нолан-Крик в округе Юкон-Коюкук, Аляска. Позже она владела магазином в городке Доусон, Юкон. Впоследствии она поселилась в Коюкуке, Аляска, вместе с другими известными горняками.
В январе 1925 года у Кэшман развились пневмония и ревматизм. Друзья поместили её в больницу сестёр Святой Анны, ту самую больницу, которую она помогла построить пятьдесят одним годом ранее. Она умерла там и была похоронена на кладбище Росс-Бэй в Виктории, Британская Колумбия.

## Наследие и почести
- В сезоне 1959–1960 годов телесериала-вестерна ABC «Жизнь и легенда об Уайетте Эрпе[англ.]» с Хью О’Брайаном в главной роли Уайетта Эрпа был показан вымышленный персонаж, основанный на Нелли Кэшман в исполнении актрисы Рэнди Стюарт[англ.] (1924–1996)[13].
- Грейс Ли Уитни сыграла Кэшман в «Ангеле Тумстона» синдицированного вестерна «Дни в Долине Смерти», который был организован Робертом Тейлором[14].
- 18 октября 1994 года Кэшман была изображена на почтовой марке США в рамках серии «Легенды Запада»[15].
- 15 марта 2006 года Нелли Кэшман была посмертно[англ.] введена в Зал славы горнодобывающей промышленности Аляски[16].
- В 2007 году она была введена в Национальный Зал славы и музей коугёрл[англ.] (ковбоев-девушек) в Форт-Уэрте, штат Техас[17].
- В июне 2014 года возле её дома в Мидлтоне графства Корк был установлен памятник в честь Нелли[18].

## Другие источники
- Don Chaput, (1995)  Nellie Cashman, and the North American Mining Frontier( Tucson, Westernlore Press) ISBN 9780870260933
- Ronald Wayne Fischer  (2000) Nellie Cashman: Frontier Angel, (Talei Publishers) ISBN 978-0963177261
- John P. Clum  (1931) "Nellie Cashman," Arizona Historical Review, v. iii, 9–34.
- Illing, Thora Kerr  (2016)  Gold Rush Queen: the extraordinary life of Nellie Cashman (Touchwood Editions) ISBN 978-1-77151-159-9
- Claire Rudolf Murphy and Jane G. Haigh  (1997) "Nellie Cashman," in Gold Rush Women  (Alaska Northwest Books, p. 112–116)  ISBN 978-0882404844